# 埃尔金·贝勒
艾爾金·蓋·貝勒（英語：Elgin Gay Baylor，1934年9月16日—2021年3月22日），美國前職業籃球運動員，位置為小前鋒，從1958至1972年效力NBA明尼亞波利斯湖人長達14個賽季。

## 簡介

### 球員時期
貝勒是湖人隊早期的球星之一，是一位擁有優異得分能力和技巧的球星，職業生涯平均每場可得27.5分和13.5個籃板，季後賽中亦可取得平均27分和12.9個籃板。
他曾創下許多湖人隊史紀錄，包括隊史單場最高得分71分及連續三場取得五十分或以上，這些紀錄保持四十多年，后被科比·布萊恩打破。
在早期的NBA中，許多球員都是以扎實的動作取分，尤其是在中鋒主導比賽的年代。但貝勒卻以雜技般的技巧吸引世人目光，不少人都認為他是「飛人型球員的始祖」。
除得分以外，貝勒亦是一位全能的球員。他在1960-61至1962-63的三個賽季裏，分別得到平均34.8分、38.3分和34分的成績；他更是聯盟第一位球員同時在得分、籃板、助攻及罰球命中率四項統計中名列前五位的球員。
貝勒的全盛時期正好與波士頓「綠色王朝」重疊，他雖然帶領湖人隊八次打進總冠軍賽，卻均鎩羽而歸；得分雖高，卻又與另一得分高手威爾特·張伯倫同期，所以從未染指「得分王」的寶座。（1961-62年賽季是貝勒平均得分最高的一年，可是該年張伯倫的平均得分是驚人的50.4分。）
貝勒因膝傷而黯然於1972年宣佈退休，湖人隊剛好於他退役後翌日，開始至2021年依然未被打破的單季33連勝，該季也奪得湖人隊遷至洛杉磯後的第一個總冠軍。

### 教練時代
1974年，貝勒到新成立的新奧爾良爵士隊出任助理教練，並於1976-77年賽季接任為總教練，留下86勝135負的成績。

### 總管時代
1986年，洛杉磯快船队聘請贝勒為球隊副主席及經理。自贝勒入主後，球隊成績每年均有改善，並於1992年成功打進季後賽，這是球隊自遷至洛杉磯後的首次。
自1999年起，贝勒不斷引入一些有潛質的年輕球員，包括拉玛尔·奥多姆、埃尔顿·布兰德、克里斯·卡曼、肖恩·利文斯頓等等，並簽下老將薩姆·卡塞爾和總教練老邁克·鄧利維，快艇隊終於在2006年再次打進季後賽，擺脫「萬年爛隊」的不雅名號，贝勒亦因此獲得2006年NBA最佳经理獎項。
2008年，贝勒辭去了擔任了二十二年的球隊副主席和經理職務。2009年2月，貝勒對快船老闆唐納德·斯特林、球隊總裁安迪·羅瑟和NBA提起了就業歧視訴訟。他聲稱他在球隊任職期間薪水過低，然後因為年齡和種族而被解僱，但最終敗訴。
2021年3月22日，貝勒因自然原因逝世，享壽 86歲，妻子與兒女都陪伴在側。

## 成就／榮譽

### NBA成就
- 11次NBA全明星球員：1959，1960，1961，1962，1963，1964，1965，1967，1968，1969，1970
- 1次NBA全明星賽最有價值球員：1959（與鮑勃·佩蒂特共同擁有）
- 10次NBA最佳陣容： 
  - NBA第一陣容：1959，1960，1961，1962，1963，1964，1965，1967，1968，1969
- NBA最佳新秀：1959
- NBA名人堂：1977
- NBA50大巨星：1996

### NBA生涯紀錄

#### NBA紀錄
- NBA歷史上總得分排行榜第二十三（23149分）
- NBA歷史上平均得分排行榜第四（27.4分）
- NBA歷史上總籃板排行榜第二十五（11463個）
- NBA歷史上平均籃板排行榜第九（13.5個）
- NBA歷史上例行賽單場得分第八（71分，1960年）
- NBA歷史上季後賽單場得分第二（61分，1962年）

#### 隊史紀錄
- 湖人隊史上唯一一位得到最佳新秀的球員